# Pangasius elongatus
Pangasius elongatus ist eine Fischart aus der Gattung Pangasius innerhalb der Familie der Haiwelse. Die Art kommt im Unterlauf des Mae Nam Chao Phraya, im Mae Nam Bang Pakong und im Mekong in Thailand, Kambodscha, Laos und Vietnam vor. Die Art wird kommerziell befischt und gilt in Thailand als vom Aussterben bedroht. Sie wurde erst 2002 aus der Art Pangasius polyuranodon ausgegliedert.

## Merkmale
Der Körper von Pangasius elongatus ist langgestreckt mit einer Länge von maximal 28 cm bei Männchen und 63 cm bei Weibchen.  Die Schnauze ist groß und abgerundet mit unterständigem Maul. Die Zahnplatte am Zwischenkieferbein ist bei geschlossenem Maul sichtbar. Die Augen sind groß. Die Barteln am Unterkiefer sind kurz. Die Kiemenreuse weist 17 bis 27 Strahlen auf. Der Körper ist oliv bis grünlich-grau, die unteren Flanken und der Bauch sind silbrig bis weiß. Rücken-, Brust- und Schwanzflosse sind gelblich, die anderen Flossen durchscheinend.
Flossenformel: Dorsale II/6–8 Anale 30–33 Pectorale I/10–12 Ventrale II/6

## Lebensweise
Die Art ist ein Allesfresser und nimmt vorwiegend bodenbewohnende Krustentiere, Weichtiere und Würmer auf, in der Überschwemmungszeit auch Früchte und pflanzliche Überreste. Laich wird im Mekong von Mai bis August gefunden.

## Weblink
- Pangasius elongatus in der Roten Liste gefährdeter Arten der IUCN 2013.1. Eingestellt von: Vidthayanon, C., 2011. Abgerufen am 17. November 2013.